# Giovanni Battista Barni
Pour les articles homonymes, voir Barni (homonymie).
Giovanni Battista Barni, né le 28 octobre 1676 à Lodi, dans l'actuelle province de même nom, en  Lombardie, alors dans le duché de Milan et mort le 24 janvier 1754 à Ferrare, est un cardinal italien du XVIIIe siècle.

## Biographie
Giovanni Battista Barni est nommé archevêque titulaire d'Édesse-en-Osroène en 1731 et est envoyé comme nonce apostolique en Suisse, puis en Espagne en 1739. Il exerce diverses fonctions au sein de la Curie romaine.
Le pape Benoît XIV le crée cardinal lors du consistoire du 9 septembre 1743. Il est légat apostolique à Ferrare à partir de 1750.